# Natura 2000–Wachendorfer Wacholderheide
Natura 2000–Wachendorfer Wacholderheide bezeichnet ein Naturschutzgebiet in der niedersächsischen Stadt Lingen (Ems) im Landkreis Emsland.

## Allgemeines
Das Naturschutzgebiet mit dem Kennzeichen NSG WE 163 ist circa 24 Hektar groß. Es ist Bestandteil des FFH-Gebietes „Ems“ und größtenteils von den Landschaftsschutzgebieten „Natura 2000–Emsauen in Lingen (Ems)“ und „Emstal“ umgeben. Das Gebiet steht seit dem 17. Januar 2023 unter Naturschutz. Es ersetzt das zum 21. September 1985 ausgewiesene Naturschutzgebiet „Wachendorfer Wacholderheide“. Zuständige untere Naturschutzbehörde ist die Stadt Lingen (Ems).

## Beschreibung
Das aus zwei Teilen bestehende Naturschutzgebiet liegt im Nordwesten von Lingen. Es stellt einen Rest einer Binnendünen- und Heidelandschaft mit Wacholdern unter Schutz, wie sie im 18. und 19. Jahrhundert prägend für das Emsland war. Die Heidelandschaft entstand durch die historische Nutzung der Flächen. So wurden die ursprünglichen Birken-Eichenwälder gerodet und die Flächen beweidet.
Das Naturschutzgebiet wird von Heideflächen mit Besenheide, Ginster und Wacholder und Sandtrockenrasen geprägt. Um ein Zuwachsen der Heideflächen zu verhindern, wird das Naturschutzgebiet mit Schafen beweidet.